# Claude Dupuy (évêque)
Pour les articles homonymes, voir Claude Dupuy et Dupuy.
 (juillet 2022).
Claude Dupuy, né le 13 septembre 1901 à Chevrières (Loire, France) et mort le 13 février 1989 à Lyon, est un prélat catholique français, évêque auxiliaire de Lyon de 1955 à 1961 puis archevêque d'Albi de 1961 à 1974.

## Biographie

### Formation et prêtrise
Originaire de Chevrières, une petite paroisse rurale des monts du Lyonnais, Claude Dupuy est marqué par la mort de son frère aîné en 1916 lors de la bataille de la Somme alors que ce dernier se préparait à devenir prêtre. 
Après avoir étudié au séminaire universitaire de Lyon, il est ordonné prêtre en 1926 et obtient le titre de docteur en théologie.
Dès 1928, il est nommé vicaire à Izieux, puis, en 1946, le cardinal Pierre Gerlier l’appelle à la direction des œuvres diocésaines. Il le nomme ensuite aumônier diocésaine des étudiants et chargé de la presse ainsi que de la Semaine religieuse.
À partir de 1953, il est nommé vicaire général, archidiacre de Lyon et d’une partie du Rhône Nord.

### Épiscopat
Le 7 mars 1955, il est nommé évêque auxiliaire de Lyon et évêque titulaire de Selja (de) par le pape Pie XII. Il est alors consacré le 27 avril suivant par le cardinal Pierre Gerlier, assisté de ses évêques auxiliaires, Étienne Bornet et Alfred Ancel. 
Le 4 décembre 1961, le pape Jean XXIII le nomme archevêque d'Albi.
Père conciliaire lors du Concile Vatican II, il participe à toutes les sessions de 1962 à 1965, prenant en compte les avis de ses diocésains, puis met en œuvre les grands changements conciliaires.
En dehors des aspects liturgiques, il dote le diocèse de structures nouvelles : le conseil du presbyterium, le comité diocésain de la pastorale et de nombreuses commissions diocésaines. Il intègre également des laïcs dans les commissions et encourage les religieuses à s’insérer dans le dispositif pastoral. 
En 1972, il ouvre le diocèse à l’œcuménisme en opérant un jumelage avec le diocèse anglican de Chester et, soucieux des problèmes de l’Église universelle, il envoie des prêtres Fidei donum en mission. 
La chute du nombre de vocations le pousse à organiser la semaine des vocations ainsi qu'à encourager les milieux militants vocationnels comme l'Action catholique et le scoutisme. En 1964, il procède au regroupement des séminaristes de Toulouse, Carcassonne, Montauban, Pamiers, Perpignan et Albi qui étudieront désormais la philosophie à Albi et la théologie à Toulouse.
Pris de problèmes cardiaques, Claude Dupuy abandonne ses fonctions le 15 juin 1974 et rejoint, dès le mois suivant, la maison de retraite des prêtres du diocèse de Lyon à Vernaison. Il meurt le 13 février 1989 à Lyon.

## Prises de position
En 1962, Claude Dupuy demande d’accueillir les rapatriés d’Algérie.
En 1968, il intervient à propos des menaces de fermeture des aciéries du Saut-du-Tarn, puis, confronté aux turbulences de mai 1968, il souhaite « la construction d’une société plus humaine et plus juste et en appelle à la fraternité et à la solidarité ». 
Membre du groupe ayant participé à la réflexion préparatoire de l’encyclique Humanae Vitae du pape Paul VI, il reste fidèle à la position traditionnelle de l’Église et renvoie, à la fin 1974, sa croix de la Légion d’honneur au président Valéry Giscard d'Estaing, en opposition à l’adoption de la loi Veil[source insuffisante].